# سیلبریو ایساگیره
سیلبریو ایساگیره (اسپانیایی: Silverio Izaguirre‎; ۳۱ اوت ۱۸۹۷ – ۱۹ نوامبر ۱۹۳۵) بازیکن فوتبال اهل اسپانیا بود.
از باشگاه‌هایی که در آن بازی کرده‌است می‌توان به باشگاه فوتبال رئال سوسیداد و باشگاه فوتبال رئال اویدو اشاره کرد.